# لوئیس نورز
لوئیس نورز (انگلیسی: Louis Noverraz; ۱۰ may ۱۹۰۲ – ۱۵ مه ۱۹۷۲ (۷۰ ساله)) ورزشکار اهل سوئیس بود.
وی در مسابقات کشوری و بین‌المللی در مجموع برندهٔ ۱ مدال نقره شده‌است.